# فاليري هاربر
فاليري كاثرين هاربر (بالإنجليزية: Valerie Harper)‏ (من مواليد 22 أغسطس 1939) هي ممثلة أمريكية.

## وصلات خارجية
- Valerie Harper الموقع الرسمي
- الملف الشخصي
- فاليري هاربر على موقع IMDb (الإنجليزية)
- فاليري هاربر على موقع الموسوعة البريطانية (الإنجليزية)
- فاليري هاربر على موقع روتن توميتوز (الإنجليزية)
- فاليري هاربر على موقع ألو سيني (الفرنسية)
- فاليري هاربر على موقع ميوزك برينز (الإنجليزية)
- فاليري هاربر على موقع تيرنر كلاسيك موفيز (الإنجليزية)
- فاليري هاربر على موقع أول موفي (الإنجليزية)
- فاليري هاربر على موقع قاعدة بيانات برودواي على الإنترنت (الإنجليزية)
- فاليري هاربر على موقع قاعدة بيانات الأفلام السويدية (السويدية)
- فاليري هاربر على موقع إن إن دي بي (الإنجليزية)
- فاليري هاربر في قاعدة بيانات أقل من برودواي على الإنترنت